# 明格列爾人事件
明格列爾人事件，是斯大林在1951年和1952年製造的一系列案件，他指責格魯吉亞蘇維埃社會主義共和國幾個明格列爾人出身的共產黨員提出與西方國家合作，以脫離蘇聯。

## 活動
這件事似乎是因為斯大林懷疑貝利亞越來越大的影響力而製造的事件。在1951年秋天他指責「明格列爾民族主義者」與“西方帝國主義者”合作圖謀叛變，斯大林隨後進行了清理，對格魯吉亞的黨組織造成了嚴重打擊（特別是明格列爾人），許多領導官員被從職位上撤職，被捕。成千上萬的無辜的人受到鎮壓。
這件事情除了反映斯大林越來越不信任貝利亞，也反映了格魯吉亞共產黨內部勢力之間的鬥爭。這也可能與1922年格魯吉亞事件中對格魯吉亞“共產黨人”的類似民族主義指責相呼應。
由於事件的結果，貝利亞在格魯吉亞的權力大大減少，但他仍然保留在政治局的地位。斯大林於1953年去世後，許多人後來被起訴為“貝利亞幫派”的成員。蘇維埃新領導人赫魯曉夫承認，這件事是斯大林捏造，最終使其受害者得到平反。